# John Monmouth
John Monmouth (auch John de Monmouth oder John Ludlow) († 8. April 1323) war ab 1294 Bischof der walisischen Diözese Llandaff.

## Herkunft und Aufstieg als Geistlicher
John Monmouth entstammte einer englischstämmigen Familie aus den Welsh Marches. Als Schüler wurde er von Robert Winchelsey in Oxford gefördert. Vor 1276 machte er einen Abschluss als Master und vor 1290 wurde er Regius an der Universität von Oxford. Am 6. Juni 1290 wurde er zum Kanzler der Universität Oxford gewählt, dieses Amt bekleidete er bis Dezember 1291. Als Theologe genoss er offensichtlich einen guten Ruf, so dass er mehrfach an Disputationen teilnahm. 1277 war er zum Subdiakon und 1285 zum Priester geweiht worden. Von 1276 bis 1284 oder 1285 hatte er das Amt des Rektors von Wolferlow in Herefordshire und von 1284 bis 1294 das Amt des Rektors von Severn in Worcestershire inne. Ab 1289 war er Dekan der Kollegiatkirche von Westbury-on-Trym. Diese Kirche versuchte Bischof Godfrey Giffard von Worcester durch Übertragung weiterer Patronatsrechte aufzuwerten, was zu einem erbitterten Streit mit dem Kathedralpriorat von Worcester führte. Dazu war Monmouth von 1290 bis 1294 Kanoniker an der Kathedrale von Lincoln. Diese geistlichen Ämter nahm er aber in der Regel nicht selbst wahr, sondern ließ sich durch Vikare vertreten.

## Bischof von Llandaff

### Ernennung zum Bischof
Nach dem Tod von Bischof William de Briouze am 19. März 1287 blieb die Diözese Llandaff bis Februar 1297 vakant. Die Wahl eines Nachfolgers 1287 scheiterte, ebenso wie der Versuch von Papst Nikolaus IV., im Oktober 1290 einen neuen Bischof zu ernennen. Als Erzbischof Robert Winchelsey im Sommer 1294 Rom besuchte, beauftragte ihn Papst Coelestin V., einen neuen Bischof für Llandaff zu ernennen. Winchelsey benannte daraufhin Monmouth als neuen Bischof, doch nach dem Rücktritt von Coelestin V. im Dezember 1294 hob der neue Papst Bonifatius VIII. alle Ernennungen seines Vorgängers auf. Damit blieb die Gültigkeit von Monmouths Ernennung umstritten. Mit seiner Ernennung zum Bischof hatte Monmouth seine anderen geistlichen Ämter bis auf das Amt des Dekans von Westbury niedergelegt. Dazu kam es über die Verwaltung der Temporalien der Diözese zu einem schweren Konflikt mit dem mächtigen Gilbert de Clare, 3. Earl of Gloucester. Dieser hatte als Lord of Glamorgan während der Vakanz der Diözese die Verwaltung der Besitzungen beansprucht, was jedoch von König Eduard I. bestritten wurde. Der König entschied schließlich 1290, dass Gloucester und seine Frau das Recht der Verwaltung der Temporalien nur zu ihren Lebzeiten hatten und nicht vererben durften. Nach der Nominierung von Monmouth 1294 widersetzte sich Gloucester bis August 1295 der königlichen Aufforderung, die Besitzungen zu übergeben. Dazu reagierte Erzbischof Winchelsey erst im Juli 1296 auf die Entscheidung des neuen Papstes und fragte, ob die Ernennung Monmouths durch Coelestin V. gültig blieb. Erst nachdem die zustimmende päpstliche Antwort eingegangen war, konnte Monmouth am 10. Februar 1297 in Canterbury zum Bischof geweiht werden.

### Unterstützer von Erzbischof Winchelsey und von Bischof Godfrey Giffard
Als Bischof blieb Monmouth ein Unterstützer und enger Verbündeter von Erzbischof Winchelsey. 1297 weigerte er sich, eine überhöhte Gebühr für die Übergabe der Temporalien an den König zu zahlen. Winchelsey unterstützte diese Haltung, worauf beide bei Eduard I. in Ungnade fielen. Monmouth blieb Winchelseys Vertrauter und diente während der letzten Monate vor dessen Tod 1313 als geistlicher Generalvikar des Erzbischofs. Am 22. und 23. Mai 1313 leitete er die Beisetzung Winchelseys, der Monmouth in seinem Testament unter anderem 100 Mark hinterlassen hatte. Bereits ab 1297 hatte Monmouth den alten und kranken Bischof Godfrey Giffard von Worcester bei der Verwaltung seiner Diözese unterstützt. Diese Aufgabe übernahm er vermutlich, weil er noch immer Dekan von Westbury war. Als sich Giffards Gesundheit weiter verschlechterte, übernahm Monmouth von April 1301 bis zu Giffards Tod im Januar 1302 nahezu vollständig dessen Aufgaben.

### Rolle im Konflikt zwischen König Eduard II. und der Adelsopposition
Am 16. März 1310 wurde Monmouth zu einem der Lords Ordainer ernannt, die ein Reformprogramm für die Herrschaft von König Eduard II. erarbeiten sollten. Diese Reformen, die Ordinances, wurden 1311 veröffentlicht, doch der Konflikt zwischen dem König und einer Adelsopposition führte 1312 zu einer Revolte, bei der der königliche Günstling Piers Gaveston von den Führern der Adelsopposition gefangen genommen und nach kurzem Prozess hingerichtet wurde. Angesichts dieser Gewalttat unterstützte Monmouth fortan nicht mehr die Adelsopposition unter dem Earl of Lancaster, die auf die weitere Umsetzung der Ordinances bestand, sondern stand eher auf der Seite des Königs. Als ehemaliger Lord Ordainer wurde Monmouth jedoch auch noch von den Angehörigen der Adelsopposition respektiert, so dass er eine wichtige Rolle bei den Versuchen spielte, einen Ausgleich zwischen dem König und Lancaster zu erreichen. Als Lancaster ab 1315 eine führende Rolle in der Regierung übernahm, gehörte Monmouth mit anderen Prälaten und Magnaten ab Anfang 1316 einem Ausschuss an, um die Herrschaft und den königlichen Haushalt weiter zu verbessern. Nachdem Lancaster als Mitglied der Regierung gescheitert war, gehörte Monmouth zu der Delegation von Bischöfen und Magnaten, die der König vermutlich im August 1317 zu Lancaster schickte, um einen neuen Ausgleich zu erzielen. Im April 1318 nahm Monmouth an einem Treffen mehrerer Bischöfe mit Lancaster in Leicester teil, bei dem Reformvorschläge ausgearbeitet wurden. Diese führten schließlich zum Vertrag von Leake, durch den Konflikt zwischen Lancaster und dem König zwischenzeitlich beigelegt wurde. In den nächsten Jahren unterstützte Monmouth weiter den König, für den er 1320 für einen Kredit beim Johanniterorden bürgte. In seiner Diözese unterdrückte er Kritik gegen den König, und vermutlich erhoffte er sich den Schutz des Königs vor den Ambitionen des königlichen Günstlings Hugh le Despenser, der begann, als Lord of Glamorgan einen zusammenhängenden Landbesitz in Südwales aufzubauen. Als es 1321 zum Despenser War, einer Rebellion der Marcher Lords gegen Despenser kam, unterstützte Monmouth die Rebellen nicht. Der Despenser War weitete sich zu einer offenen Rebellion gegen den König aus, während der Monmouth für den König betete. Im Frühjahr 1322 konnte der König die nun von Lancaster geführte Rebellion niederschlagen, nach seinem Sieg ließ er Lancaster hinrichten.

### Wirken als Bischof von Llandaff
Aus Monmouths Amtszeit sind nur wenige Urkunden erhalten, so dass es nur wenige Nachweise über Monmouths Tätigkeit als Bischof in seiner Diözese gibt. 1299 begann er einen langwährenden Rechtsstreit gegen William de Braose, den Lord der südostwalisischen Herrschaft Gower, gegen den es wenig später zahlreiche weitere Beschwerden gab. Als Bischof verbesserte Monmouth die Seelsorge und Verwaltung der Kathedrale von Llandaff und führte mehrere Visitationen der Pfarreien seiner Diözese durch. Dabei zeigte er große Sympathien für die walisische Bevölkerung und lernte als Erwachsener die walisische Sprache. Bei der walisischen Bevölkerung galt er als äußerst beliebt. Die Anerkennung, die Monmouth bei den Walisern genoss, wird deutlich, als der walisische Adlige Llywelyn Bren zu Beginn seiner Rebellion gegen den König 1316 seine Bücher und andere persönliche Gegenstände in die Kathedrale von Llandaff brachte, wo sie Monmouth sicher verwahren sollte. Dies führte mit dazu, dass die englische Regierung Monmouth verdächtigte, Geächteten und Verbrechern Kirchenasyl in der Kathedrale zu gewähren.
Seine umfangreiche Büchersammlung, zu der Werke von Anselm von Canterbury und von Thomas von Aquin gehörten, hinterließ er Merton College in Oxford.